# 竹槍事件
竹槍事件（たけやりじけん）とは、第二次世界大戦中の1944年（昭和19年）2月23日付け『毎日新聞』第一面に掲載された戦局解説記事が原因でおきた言論弾圧事件。

## 概要
問題となった戦局解説記事は、毎日新聞社政経部および黒潮会（海軍省記者クラブ）主任記者である新名丈夫が執筆した記事（見出し作成は山本光春）で、「勝利か滅亡か 戦局は茲まで来た」という大見出しの下でまず「眦決して見よ 敵の鋏状侵寇」として南方における防衛線の窮状を解説し、続いて「竹槍では間に合はぬ 飛行機だ、海洋航空機だ」として海軍航空力を増強すべきだと説いている（#『毎日新聞』（1944年2月23日付）の記事参照）。
この記事は海軍航空力増強を渇望する海軍当局からは大いに歓迎されたが、時の東條英機陸相兼首相は怒り、毎日新聞は松村秀逸大本営報道部長から掲載紙の発禁および編集責任者と筆者の処分を命じられた。毎日新聞社は編集責任者は処分したものの、筆者である新名の処分は行わなかったところ、その後ほどなく新名記者が37歳にして召集された。

## 背景

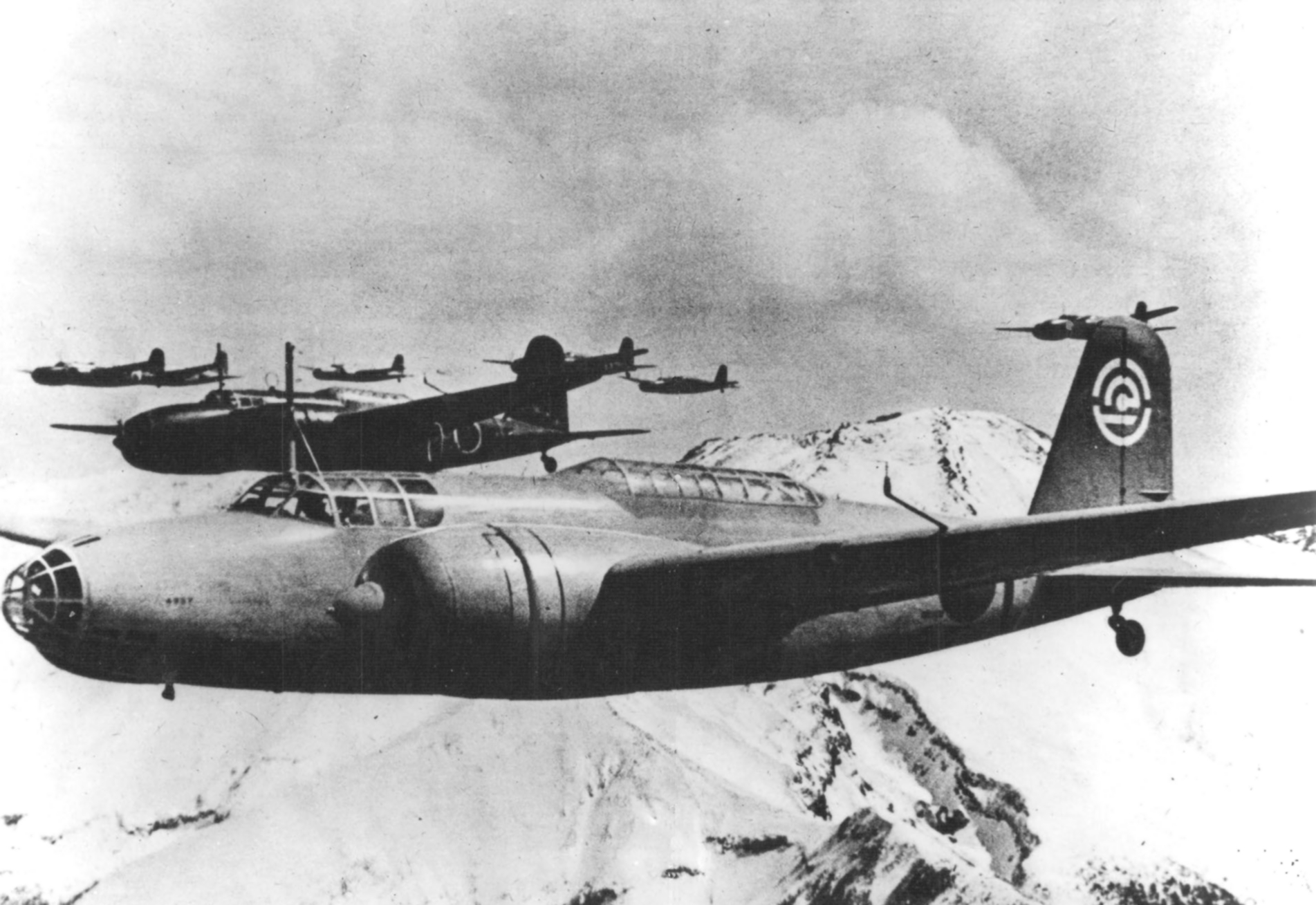
陸軍の主力爆撃機である九七式重爆撃機。開発設計にあたり洋上での長距離飛行や対艦攻撃は考慮されていなかった。

この事件の背景には、海軍が海洋航空力を増強するため陸軍より多くの航空機用資材（ジェラルミンなど）を求めても、陸軍はこれに応じようとはしないで、半々にせよとして譲らない、海軍の飛行機工場の技師を召集してしまうなど、航空機や軍需物資の調達配分をめぐる陸軍と海軍の間の深刻な対立があった。
1943年末には海軍の源田実と陸軍の瀬島龍三は共同研究による大本営陸海軍部の合一に関する研究案を提出し、陸海の統帥部一体化、航空兵力統合などを提案したが、1944年2月21日に軍令部総長を兼任した海軍大臣嶋田繁太郎により即刻研究中止となった。
東條はこのころ、戦争遂行のためには国務と統帥の一致が必要と考え、トラック島空襲をきっかけにして首相・陸相と参謀総長の兼務に踏み切ったところであった。これは統帥権に抵触するおそれがあるとして「東條幕府」と揶揄され様々な問題や軋轢を生んでいた。秦郁彦は、東條は政府批判や和平運動は「国賊的行動」とみなし、また東條批判は「陛下のご信任によって首相の任にある者に対する批判や中傷はすなわち陛下に対する中傷」として許さず、憲兵を使って言論を取り締まり、批判者を懲罰召集して激戦地に送る仕打ちをしたと見ている。1942年9月12日から1944年1月29日にかけては戦時中最大の言論弾圧事件である横浜事件が発生した。
東條が出した『非常時宣言』の中の「本土決戦」によると、「一億玉砕」の覚悟を国民に訴え、銃後の婦女子に対しても死を決する精神的土壌を育む意味で竹槍訓練を実施した。
そのような状況下で、深刻な航空機不足に直面していた海軍では、航空機用資材の供給についての要求が通らなかったことで陸軍および東條内閣への不満が強まっていた。そこで毎日新聞の黒潮会（海軍省記者クラブ）担当キャップだった新名は海軍に同調し、海軍省との紳士協定（「海軍省担当キャップが執筆した記事については事前検閲は不要」）を利用してキャンペーン記事を書くことを進言した。
新名は「日本の破局が目前に迫っているのに、国民は陸海軍の酷い相克を知りません。今こそ言論機関が立ち上がるほかありません」と上司の吉岡文六編集局長に上告書を出した。

## 『毎日新聞』（1944年2月23日付）の記事
新名の執筆記事は「勝利か滅亡か　戦局は茲茲まで来た　眦決して見よ、敵の鋏状侵寇」「竹槍では間に合わぬ　飛行機だ、海洋航空機だ」と見出しして、1944年（昭和19年）2月23日付の『毎日新聞』朝刊に掲載された。
「勝利か滅亡か 戦局はここまで来た」
「戦争は果たして勝っているのか」
「ガダルカナル以来過去一年半余、我が陸海将兵の血戦死闘にもかかわらず、太平洋の戦線は次第に後退の一途を辿っている事実をわれわれは深省しなければならない」
「日本は建国以来最大の難局を迎えており、大和民族は存亡の危機に立たされている。大東亜戦争の勝敗は太平洋上で決せられるものであり、敵が日本本土沿岸に侵攻して来てからでは万事休すである」
「竹槍では間に合わぬ 飛行機だ、海洋航空機だ」
「大東亜戦争の勝敗は海洋航空兵力の増強にかかっており、敵の航空兵力に対して竹槍で対抗することはできない」
「ガダルカナル以来の我が戦線が次第に後退のやむなきに至ったのも、アッツの玉砕も、ギルバートの玉砕も、一にわが海洋航空戦力が量において敵に劣勢であったためではなかろうか」
同じ一面にあった社説の「今ぞ深思の時である」でも精神主義についての批判が行われた。
「我らは敵の侵攻を食い止められるのはただ飛行機と鉄量とを敵の保有する何分の一かを送ることにあると幾度となく知らされた。然るにこの戦局は右の要求が一向に満たされないことを示す」
「勝利の条件にまず信念があることに相違はないが、それは他の条件も整った上でのことであって、必勝の信念だけでは戦争に勝たれない」
記事には陥落したばかりのマーシャル・ギルバート諸島から日本本土や台湾・フィリピンへ至る米軍の予想侵攻路が添えられていた。
この日の一面のトップ記事は東条首相が閣議で上記の「非常時宣言」を発表した記事が載っており、その下に置かれた「竹槍では間に合わぬ 飛行機だ、海洋航空機だ」の見出しはこれに対し真っ向から挑戦する見出しであった。
新名は開戦時から海軍を担当、昭和18年1月から約半年間はガダルカナルで従軍して前線の惨状をつぶさに見聞きし、またマーシャル・ギルバート陥落では大本営が20日間も報道発表をためらって大騒動を演じている様子を見ており、日本の窮状と大本営作戦の内容を把握していた。
陸軍報道部は、毎日新聞に処分を要求。更に内務省は掲載新聞朝刊の発売・頒布禁止と差し押さえ処分を通達した（ただし、この時点で問題の朝刊は配達を終えていた）。
そこへ火に油を注ぐように、同日夕刊トップでは「いまや一歩も後退許されず、即時敵前行動へ」と題する記事が掲載された。記事中で
日本の抹殺、世界制圧を企てた敵アングロサクソンの野望に対しわれわれは日本の存亡を賭して決起したのである。敵が万が一にもわが神州の地に来襲し来らんにはわれらは囚虜の辱めを受けんよりは肉親相刺して互に祖先の血を守つて皇土に殉ぜんのみである。しかも敵はいまわが本土防衛の重大陣地に侵攻し来つてその暴威を揮ひつつある。われらの骨、われらの血を以てわが光輝ある歴史と伝統のある皇土を守るべき秋は来たのだ。
と述べており、記事の趣旨は戦争自体を肯定した上で戦況が悪化している現状を伝え、その打開策を提言したものであるが、東條は「統帥権干犯だ」として怒った。夕刊記事の執筆は新名ではなく清水武雄記者によるものだったが、この責も新名が引き受けた。
新名は責任を感じ、吉岡文六編集局長に進退伺いを提出したが、吉岡はこれを受理せず、3月1日、自身が加茂勝雄編集局次長兼整理部長とともに引責辞任した。
この記事は読者から大きな反響を呼び、毎日新聞では全国の販売店や支局から好評との報告が入った。海軍省報道部の田中少佐は「黒潮会」で「この記事は全海軍の言わんとするところを述べており、部内の絶賛を博しております」と述べた。
東條は内閣情報局次長村田五郎に対して「竹槍作戦は陸軍の根本作戦ではないか。毎日を廃刊にしろ」と命令した。村田は「紙の配給を停止すれば廃刊は容易」とした上で「日本の世論を代表している新聞のひとつが“あのくらいの記事”を書いたことで廃刊になれば、世論の物議を醸し、外国からも笑われます」と述べ、東條を諫めた。
24日には陸軍報道部が朝日新聞に「陸軍の大陸での作戦は海軍の太平洋での作戦と同じくらい重要」という内容の指導記事（政府・軍部が予め内容を指示した記事）を掲載させた。
東條批判を日記に綴ることが多かった細川護貞（高松宮宣仁親王御用掛）も、本件に関しては東條の怒りに理解を示し「是は記者の非常識にして、東条の激怒も亦宜なり」としている。
戦時中の言論弾圧事件としてはこの他に横浜事件や大阪商大事件、尾崎不敬事件や新興俳句弾圧事件があったが本事件は陸海軍の対立が大きな背景となった点で他のケースとは趣を異にしている。

## 新名の「懲戒召集」
毎日新聞は責任者を処分したが、新名は退社させず、逆に編集局長が賞を与えるなどした。記事執筆から8日後、新名に召集令状が届く。新名本人も周囲も、この「指名召集」を東條首相による「懲戒召集」だと受け止めた。新名は郷里、高松に行き、二等兵として丸亀の重機関銃中隊（第11師団歩兵第12連隊）に1人で入営した。中央からは、激戦地となることが予想される硫黄島の「球」部隊へ転属させるよう指令が届いていた（ただし、「球」の通称号を持つ部隊は硫黄島ではなく沖縄に配置された第32軍である）。これに対し、新名が黒潮会主任記者であり、軍需物資の海軍配当割増という海軍の要求を代弁させた結果の事件であったことから海軍は召集に抗議した。新名は、海軍の庇護に加え、日中戦争当時に善通寺師団の従軍記者をしていたこともあって、中隊内で特別待遇を受けつつ3か月で召集解除となった。その際、便宜を図ってくれた中隊長からは「近いうちに再召集の命が下るだろうから、内地にいないほうがよい」と忠告されている。
その後、陸軍は再召集しようとしたが、既に海軍が新名を海軍報道班員として外地、フィリピンに送っていたため、再召集を逃れている。
新名が徴兵検査を受けたのは大正時代のことで、それまでその世代は1人も召集されていなかった。そのため、海軍は「兵隊をたった1人取るのはどういうわけか」と陸軍を批判した。それに対し陸軍は、新名と同じ30代後半で大正時代に徴兵検査を受けた人間を250人召集し、歩兵第12連隊に入営させて辻褄を合わせた。新名によれば、彼と違い再招集された老兵達は「球部隊」（第32軍）に配属され、硫黄島の戦いで玉砕・戦死したと戦後にきいたという（ただし「球部隊」は硫黄島に展開していない）。

## 海軍側の反応
当時の海軍報道部長であった栗原悦蔵少将は、「もう太平洋の東の制空権はほとんど失ってしまったと」「海軍としては国民全体に知らせたいと思って、私もずいぶんその黒潮会にもお願いいたしましたけれども、なかなかそれを書く人がない、そこを大胆に新名さんが書いてくださいましたので、われわれとしては、たいへん喜んで絶賛したわけですね」と証言している。